# Pastelaria

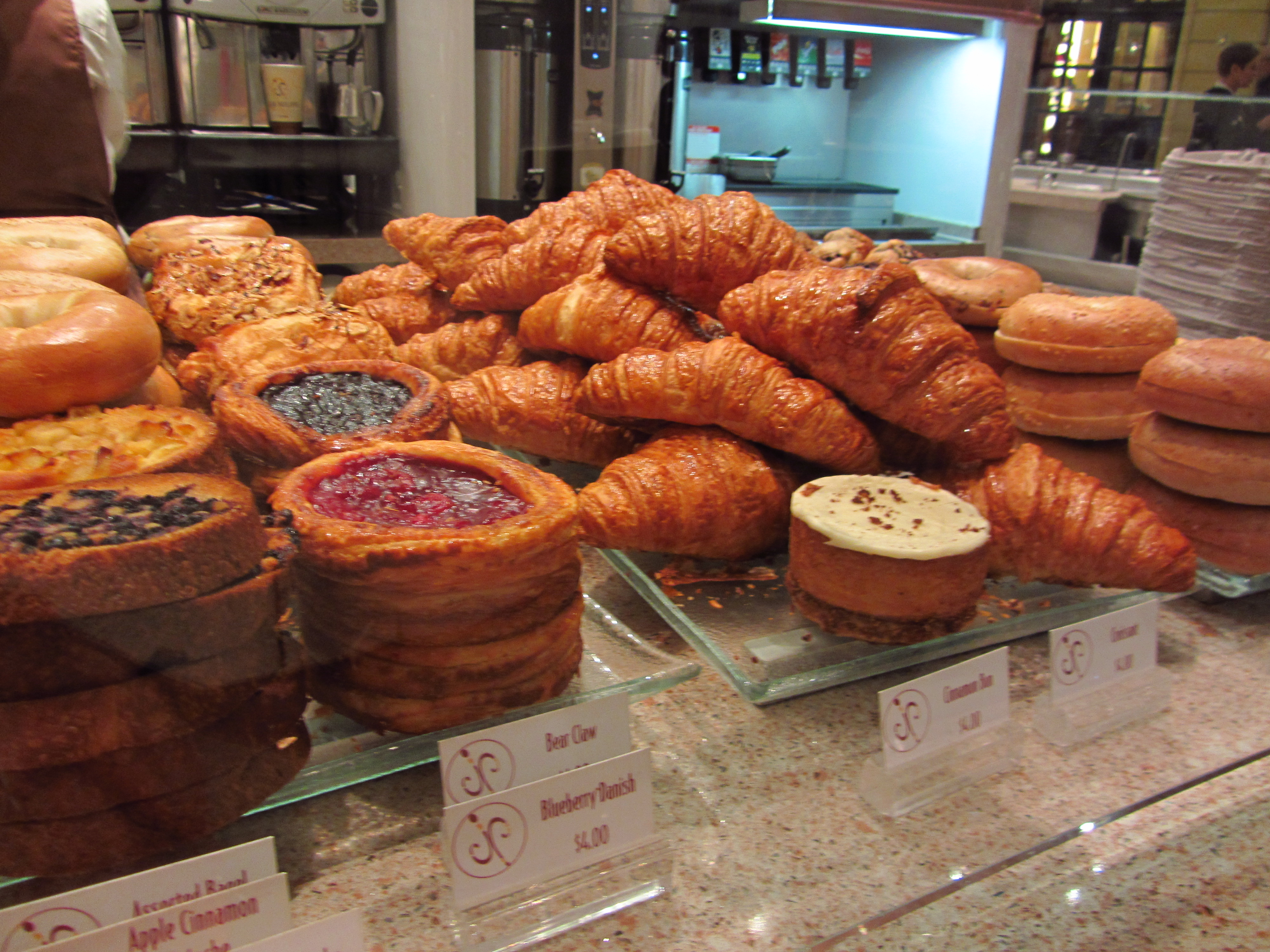
Diferentes tipos de doces em exposição.

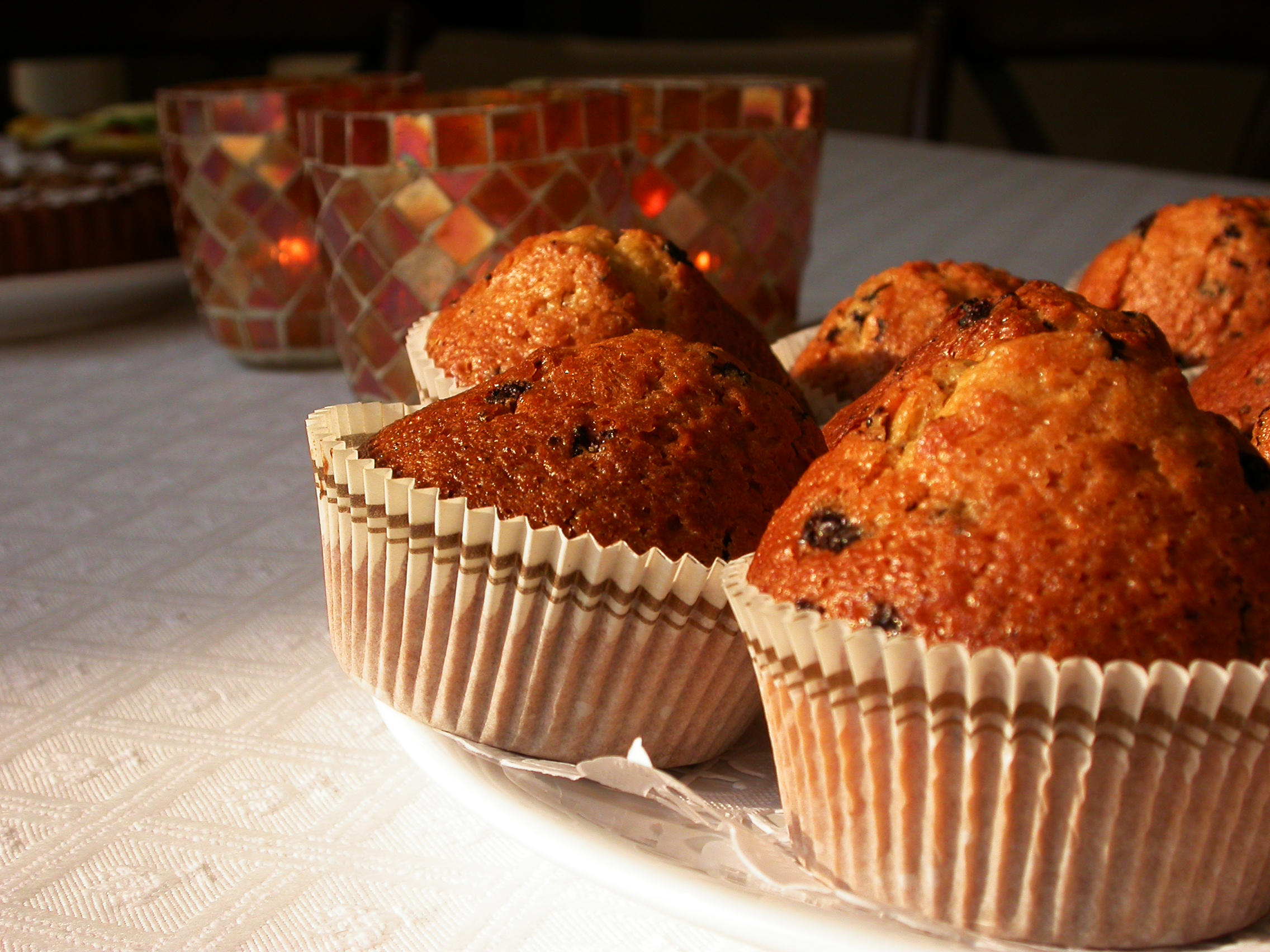
Cupcakes

Pastelaria é o nome dado para uma iguaria, e criado também para nomear o cozimento de massa em um forno.
Distinguem-se bolos "molhados" e "secos":
- Bolos molhados são um nome coletivo para todos os bolos que têm chantilly, creme de confeiteiro ou creme como ingrediente principal. Bolos molhados podem ser armazenados por no máximo 24 horas.
- Doces secos são um nome coletivo para todos os outros doces. Essas espécies têm um tempo de armazenamento mais longo. Por exemplo, bolo recheado.

Os doces mais conhecidos são:
- Bolo
- Pastel
- Banquete

Pão não é contado como massa. Alguns bolos frios, como bolo de prestígio, não são assados, mas ainda contam como bolos.